# 温州赤鹿美式橄榄球队
温州赤鹿美式橄榄球队是中国最大的业余美式橄榄球联盟“城市碗”中的一只球队，成立于2015年11月29日。

## 球队发展
球队发起者为队长曾一男，在潘齐鹏、林超俊、郑策、杨叉仁、蔡斌、钱隆等元老队员的共同努力下，球队在半年的时间内从10多个人的规模迅速发展到50多人。获得了《温州日报》、《温州晚报》、《温州商报》等媒体的报道和宣传。球队每周三晚进行体能训练，每周日下午进行常规戴甲训练。

## 战绩
2016年6月25日，温州赤鹿美式橄榄球队客场挑战嘉兴大黄蜂美式橄榄球队，两支球队同为建队不久的新球队，实力接近。比赛在雨中进行，战况激烈，最终比分12：24，嘉兴大黄蜂获胜。
2016年12月10日，温州赤鹿主场迎战嘉兴大黄蜂，比赛中赤鹿的进攻组和防守组均表现出色取得达阵，最终比分28：8赤鹿获胜。